# Michael Duffy
Michael Duffy (ur. 28 lipca 1994) – północnoirlandzki piłkarz występujący na pozycji bocznego pomocnika w klubie Dundalk.